# Hybrides Event

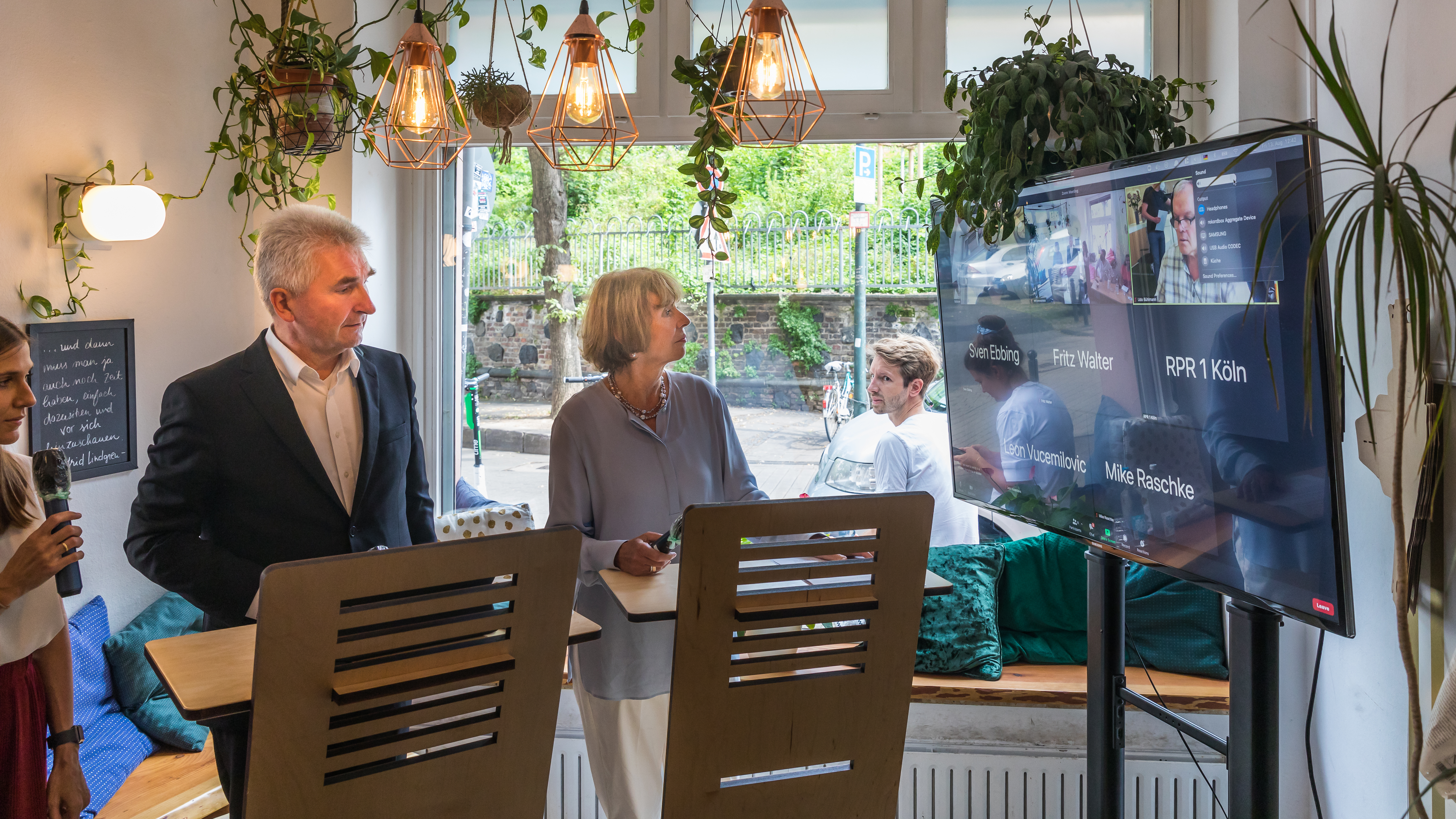
Hybride Pressekonferenz von NRW-Wirtschaftsminister Andreas Pinkwart und Kölns Oberbürgermeisterin Henriette Reker in einem Café. Per Video sind aus Covid-19-Pandemieschutzgründen weitere Journalisten zugeschaltet.

Unter einem hybriden Event versteht man eine öffentliche, inszenierte Veranstaltung (siehe auch Eventmanagement), bei der verschiedene Veranstaltungstypen, Erlebnisebenen oder kulturelle Bereiche zu einem neuen Veranstaltungstypus miteinander kombiniert werden. Beispiele für hybride Events aus den letzten Jahrzehnten sind der Christopher Street Day als Kombination aus politischem Protest mit stark karnevalesken Elementen, Poetry-Slams als Mischung aus Literaturlesung und sportivem Wettkampf oder Schnippeldiskos als Verbindung aus Tanzevent und gemeinschaftlichem Kochen. In der wirtschaftswissenschaftlichen Literatur wird der Begriff etwas enger als Kombination von Elementen der Lifekommunikation mit virtueller Kommunikation bei Events gefasst.
Bestimmte hybride Events bilden eine Unterkategorie der Online-Veranstaltung, da sie eine Präsenzveranstaltung mit einer virtuellen Veranstaltung kombinieren. Das Ereignis findet vor einem Publikum statt und wird für Zuschauer außerhalb des Events per Live-Stream übertragen. Den Verantwortlichen steht es frei, ihr Veranstaltungsvideo ausschließlich in Echtzeit anzubieten oder es für das Publikum für einen späteren Zeitpunkt abrufbar zu machen.

## Begriffsgeschichte
Der Begriff Hybridevent wird als erstes in einer soziologischen Studie zum Weltjugendtag der Katholischen Kirche 2005 in Köln verwendet. Das Jugendereignis wird dort beschrieben als

„geplante Kombination und – mehr noch – als durch die jugendlichen Teil-nehmer vollzogene Synthese von traditionellen Elementen kirchlicher Liturgie, Glaubenslehre und Seelsorgepraxis einerseits und mehr oder weniger eklektischen Anleihen aus den Symbol- und Sinnwelten populärer Jugendszenen, der Unterhaltungsindustrie und sonstigen erlebniszentrierten Bestandteilen zeitgenössischer Eventkultur andererseits.“

Der Katholische Weltjugendtag entspreche somit „einer erlebnisorientierten Moralgemeinschaft beziehungsweise einer moralgeladenen Erlebnisgesellschaft“ und sei somit ein religiöses „Hybridevent“.

## Wortherkunft und Definition
Das Begriffspaar Hybrides Event leitet sich aus den zwei Einzelbegriffen Hybrid (lat. „gemischt, aus zweierlei Herkunft, aus Verschiedenem zusammengesetzt“) und dem englischen Wort Event (Veranstaltung, inszeniertes öffentliches Ereignis) zusammen. Bei einem hybriden Event werden also Elemente, Inhalte, Formen oder ganze Formate von Ereignissen miteinander kombiniert und dadurch ein neuartiges Veranstaltungsformat geschaffen. Hybride Events stellen somit eine Form sozialer Innovation dar. Der hybride Charakter dieser Events verändert sich im Zeitverlauf und kann sich mit der Zeit als gewöhnliches (und dann nicht mehr hybrides) Event etablieren (wie beispielsweise historisch der gewerkschaftliche Erste Mai als Kampftag mit Feierelementen oder aktueller der Poetry-Slam), als Singularität erinnert werden oder gar gänzlich in Vergessenheit geraten.
Das hybride Event gehört als Subkategorie zur Online-Veranstaltung. Es verbindet eine physische Veranstaltung mit einem virtuellen Ereignis. Diese digitale Mischform bietet Teilnehmern ein hohes Maß an online Interaktion, indem es Webcam Zuschaltungen, Fragerunden, Kommentierungen und Reaktionen ermöglicht. Eine Nutzerdatenanalyse zeigt den Organisatoren und dem Publikum, wer, wann, von wo, wie lange zugeschaltet hat oder auch das Geschlecht und Alter von Usergruppen.
Ein hybrides Event ist Zuschauern zuhause von einer Online-Plattform zugänglich. Die virtuelle Veranstaltung kann eine Paywall beinhalten, so dass die Teilnehmer beispielsweise ein virtuelles Ticket kaufen müssen, um das digitale Ereignis zu sehen.
Hybride Events kommen in der Eventbranche üblicherweise
- als Virtuelle (Handels-)Messen
- als digitale Jobbörsen
- als Online-Schulungen
- in Form von Virtuellen Konferenzen
- als Online-Verkaufstreffen
- in Form von Haupt- und Generalversammlungen
- als Virtuelle Konzerte oder Festivals vor.

## Beispiele
Historische und zeitgenössische Beispiele für hybride Events sind:
- Der Erste Mai der Arbeiterbewegung, bei dem in Deutschland von Beginn an Protestelemente mit Feierelementen verbunden wurden.
- Protestformen mit starken Unterhaltungselementen in den 1970er Jahren, beispielsweise das Protestereignis Tanz auf dem Vulkan der Antiatomkraftbewegung im Jahr 1982.
- Das Freundschaftsfußballspiel der Nationalmannschaften von England und Frankreich im Wembleystation im November 2015 kurz nach den Anschlägen islamistischer Terroristen während des Freundschaftsspiels Frankreich gegen Deutschland in Paris. Das Freundschaftsspiel fand zwar statt, doch wurde es zu einem Trauer- und Trotzfußballereignis[5] mit starker Präsenz von Trauerritualen und nebensächlichem Fußballspiel umgewandelt, bei dem der Fußball sowohl während des Ereignisses, als auch in der Nachberichterstattung als nebensächlich behandelt wurde.
- BarCamps (auch Unkonferenz oder Ad-Hoc-Nicht-Konferenz) als Verbindung von Face-to-Face-Kommunikation mit medialer Kommunikation.
- Critical Mass als Kombination aus verkehrsrechtlich legitimierter, freizeitlicher Fahrradtour mit subtil-politischer Botschaft.
- Park(ing) Day als verkehrsrechtlich legitimierte Kunstaktion mit subtil-politischer Botschaft.
- Poetry-Slam als Literaturlesung mit sportiv-wettbewerblichem Charakter.
- Science-Slam als wissenschaftlicher Vortrag mit Unterhaltungsanspruch und sportiv-wettbewerblichem Charakter.

Beispiele für hybride Events aus der digitalen Veranstaltungsbranche:
- das Tomorrowland Elektro Musikfestival: Künstlerinnen und Künstler spielten vor Ort, und von zuhause waren ca. 1 Mio. Menschen zugeschaltet[6]
- das erste digitale Volksfest in Deutschland: das Kelsterbacher Altstadtfest 2020[7]
- das Frankfurter “Local Heroes” Festival der TAB e.V. 2020[8]
- Die Auftaktveranstaltung zum Aktionsbündnis Osteoporose 2020[9]

## Gesellschaftliche Bedeutung
Hybride Events sind gängige Phänomene des Wandels von Veranstaltungen und historisch betrachtet nicht neu. Die Ursachen und Hintergründe für die Entwicklung hybrider Events kann sehr unterschiedlich sein (marketingstrategische Gründe, historisch einschneidende Ereignisse, ökonomische Zwänge). Allerdings ist davon auszugehen, dass hybride Events aktuell deutlich an Bedeutung zunehmen. Durch ihre Neuartigkeit irritieren hybride Events und können so in Zeiten einer schnelllebigen Medienlandschaft, einer Ökonomie der Aufmerksamkeit und einer Idealisierung von Kreativität und Innovation besonders effektiv die öffentliche Aufmerksamkeit auf sich ziehen.

## Wirtschaftswissenschaftliche Verwendung
In der wirtschaftswissenschaftlichen Literatur werden unter hybriden Events – nicht im Widerspruch zu soziologischen Definitionen – speziell solche Veranstaltungen behandelt, bei denen ein öffentliches Ereignis durch digitale Kommunikationsinstrumente um eine weitere Erlebnisebene angereichert werden und dadurch eine größere Zielgruppe zu erreichen vermögen.